# Sabu en Rob Van Dam
Sabu en Rob Van Dam was een professioneel worsteltag-team dat actief was in de Extreme Championship Wrestling (ECW) en in de World Wrestling Entertainment (WWE) op WWE ECW. Bill Alfonso was de manager van dit team.

## In worstelen
- Afwerking bewegingen
  - Stereo diving leg drops usually through a table to prone opponent

- Kenmerkende bewegingen
  - Air Sabu
  - Rolling Thunder, springboard leg drop combinatie
  - Simultaneous Standing Arabian Facebusters
  - Simultaneous Standing Arabian Skullcrushers
  - Simultaneous Van Daminators

## Kampioenschappen en prestaties
- Extreme Championship Wrestling
  - ECW World Tag Team Championship (2 keer)
  - ECW World Television Championship (1 keer - Rob Van Dam)
  - ECW FTW Heavyweight Championship (1 keer - Sabu)